# Baia Beluš'ja
La baia Beluš'ja (in russo губа Белушья?) è un'insenatura sulla costa occidentale dell'isola Južnyj, nell'arcipelago della Novaja Zemlja. Amministrativamente appartiene all'oblast' di Arcangelo (Russia).
Il nome “Beluž'ja” (Белужья) viene dal termine diventato poi beluga (lo storione beluga) e apparve sulla mappa di Pëtr Kuz'mič Pachtusov nel 1833. Sulla mappa della Novaja Zemlja, compilata negli anni 1821-1870 e pubblicata dal dipartimento idrografico del Ministero marittimo nel 1871, la baia si chiama Běluž'ja Guba (Бѣлужья Губа).

## Descrizione
L'insenatura si trova nella parte meridionale della penisola Gusinaja Zemlja, nella parte occidentale dell'isola Južnyj. I promontori d'ingresso sono capo Lilʹe (мыс Лилье) a ovest e capo Morozova (мыс Морозова) a est, la baia si apre verso sud sulle acque dello stretto Kostin Šar, al di là del quale si trova l'isola Meždušarskij. A est della baia Beluš'ja si trova il golfo di Rogačëvo (залив Рогачëва). La profondità massima della baia raggiunge i 19 metri. Sfocia nell'insenatura il fiume Junko.
Sulla riva della baia sorge l'insediamento di Beluš'ja Guba, il principale centro permanentemente abitato dell'arcipelago.